# Jonathan Clarke
Jonathan Clarke (* 18. Dezember 1984 in Melbourne) ist ein australischer Bahn- und Straßenradrennfahrer.

## Sportliche Laufbahn
Jonathan Clarke gewann 2002 bei der Junioren-Bahnradweltmeisterschaft in Melbourne die Silbermedaille im Madison.  Auf der Straße gewann er 2004 das Straßenrennen bei den australischen Clubchampionships. 2007 entschied er eine Etappe des Bay Cycling Classic für sich.
Seit 2008 hat Clarke Verträge bei verschiedenen Profi-Teams, die großen Erfolge blieben jedoch aus.

## Erfolge
2002
- Junioren-Weltmeisterschaft – Zweier-Mannschaftsfahren (mit Chris Sutton)

2019
- Gesamtwertung und eine Etappe Tour de Taiwan

## Teams
- 2008 Toyota-United
- 2009 Jelly Belly Cycling Team
- 2010 Unitedhealthcare-Maxxis
- 2011 UnitedHealthcare Pro Cycling
- 2012 UnitedHealthcare Pro Cycling Team
- 2013 UnitedHealthcare Pro Cycling Team
- 2014 UnitedHealthcare Professional Cycling Team
- 2015 UnitedHealthcare Professional Cycling Team
- 2016 UnitedHealthcare Professional Cycling Team
- 2017 UnitedHealthcare Professional Cycling Team
- 2018 UnitedHealthcare Professional Cycling Team
- 2019 Floyd’s Pro Cycling